# Katedrala u Minasu
Katedrala Bezgrješnog začeća Blažene Djevice Marije u Minasu (špa. Catedral de la Inmaculada Concepción) je stolna crkva katoličke Biskupije Minas.
Nalazi se u gradu Minasu, sjedištu departmana Lavalleja. Izgrađena je 1892. u neoklasicističkom stilu. Naslov biskupske stolne crkve nosi od 1960. godine.
Posvećena je Bezgrešnom začeću Blažene Djevice Marije. Uz nju, još su samo dvije crkve posvećene toj marijanskoj dogmi u Urugvaju.

## Poveznice
- Biskupija Minas
- Crkva Bezgrješnog začeća Blažene Djevice Marije u Riveri
- Metropolitanska katedrala u Montevideu - posvećena Bezgrešnom začeću BDM, Sv. Filipu, Jakovu Alfejevu[2]